# Wittenburg-Konferenz

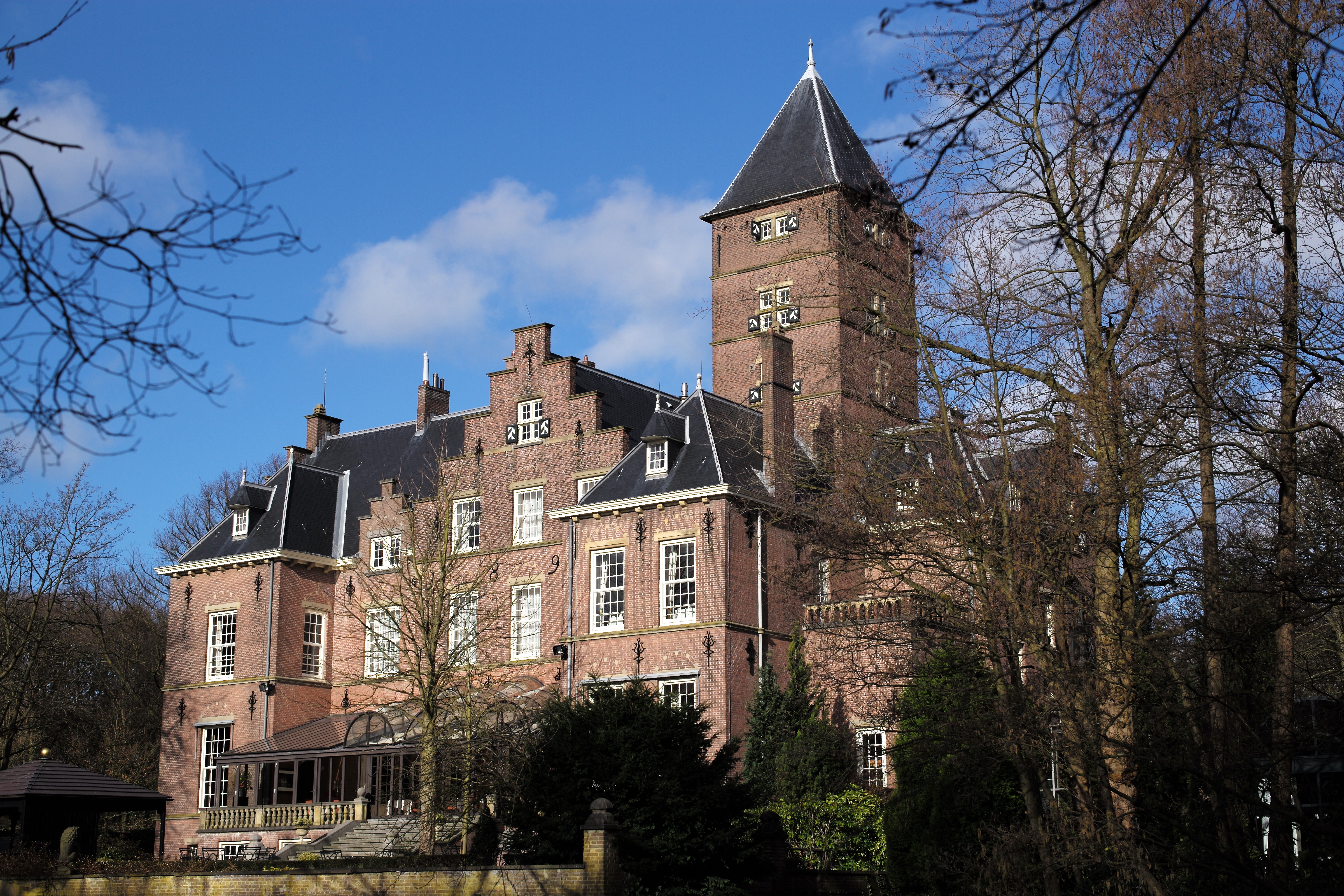
Das Schloss Wittenburg, Ort des ersten Treffens

Die Wittenburg-Konferenzen sind niederländisch-türkische Treffen mit dem Ziel, die bilateralen Beziehungen und die Zusammenarbeit zwischen der Türkei und den Niederlanden durch Treffen spezifischer Arbeitsgruppen und den Austausch von Ansichten zu Themen von gemeinsamem Interesse zu stärken. Die Treffen finden auf Ministerebene und offizieller Ebene statt und wechseln sich zwischen den Niederlanden und der Türkei ab. In diesen Treffen werden soziale, wirtschaftliche, kulturelle und sicherheitspolitische Themen diskutiert.

## Geschichte
Die erste Wittenburg-Konferenz fand 2008 auf Schloss Wittenburg in Wassenaar statt. Die Treffen erfolgen gemäß der im März 2008 unterzeichneten Absichtserklärung (MoU), die darauf abzielt, die bilateralen Beziehungen und die Zusammenarbeit zwischen der Türkei und den Niederlanden zu stärken. Zwischen 2014 und 2018 fand keine Konferenz statt. Bei der siebten Ausgabe 2019 in Amsterdam, als die Beziehungen wiederhergestellt worden waren, war die Absicht, sie jährlich zu organisieren. Dies war jedoch aufgrund der COVID-19-Pandemie nicht möglich. Das Treffen im Juni 2022 in Ankara hat die ministeriellen und offiziellen Beziehungen wiederhergestellt. Themen wie die türkisch-niederländische Gemeinschaft, Terrorismusbekämpfung, die EU-Türkei-Beziehung, Klima und Energie wurden diskutiert.

## Mögliche Erweiterung
Der Adviesraad Internationale Vraagstukken (AIV), das Beratungsgremium für die niederländische Regierung und das Parlament im Bereich der Außenpolitik, empfahl in seinem Bericht Ende 2022, die Wittenburg-Konferenz kurzfristig um Deutschland zu erweitern und dies bei Fortschritten in eine dauerhaftere trilaterale Konsultationsstruktur umzuwandeln.